# Jerwin Ancajas
Jerwin Ancajas est un boxeur philippin né le 1er janvier 1992 à Panabo City.

## Carrière
Passé professionnel en 2009, il devient champion du monde des poids super-mouches IBF le 3 septembre 2016 en battant aux points le tenant du titre portoricain McJoe Arroyo. Il conserve son titre le 29 janvier 2017 en battant Jose Alfredo Rodriguez par abandon à l'issue de la 7e reprise ainsi que le 2 juillet 2017 en dominant par arrêt de l'arbitre au 7e round Teiru Kinoshita. Il récidive le 18 novembre 2017 en stoppant au 6e round Jamie Conlan puis le 4 février 2018 Israel Gonzalez bat par arrêt de l'arbitre au 10e round.
Ancajas bat ensuite aux points Jonas Sultan le 26 mai 2018 et fait match nul contre Alejandro Santiago Barrios le 28 septembre 2018. Il continue sa série de victoires en battant par KO au 7e round Ryuichi Funai le 4 mai 2019 et au 6e round Miguel Gonzalez le 7 décembre 2019 puis Jonathan Javier Rodriguez aux points le 10 avril 2021 avant d'être à son tour battu aux points par Fernando Martínez le 26 février 2022 ainsi que lors du combat revanche le 8 octobre 2022.

## Référence
1. ↑  (fr) Ancajas soutire la ceinture à Arroyo (rds.ca)